# Gnomon (figura)

Ejemplo de un gnomon: es la pieza en forma de L, que añadida al rombo, genera un nuevo rombo semejante al primero

En geometría, un gnomon es una figura plana generada quitando de una esquina de un paralelogramo más grande un paralelogramo semejante al primero; o, más generalmente, una figura que, sumada a otra figura dada, forma una figura más grande con la misma forma.

## Construcción de números figurados
Los número figurados ya fueron objeto de estudio por parte de los matemáticos pitagóricos, y tradicionalmente se le atribuye al propio Pitágoras la noción de que estos números se generan a partir de un gnomon o unidad básica. El gnomon es la pieza que hay que sumar a un número figurado para transformarlo en el siguiente número figurado mayor.
Por ejemplo, el gnomon de un número cuadrado es un número impar de la forma general 2n + 1, n = 1, 2, 3,... . El cuadrado de orden 8 compuesto por gnómones toma la forma siguiente:
{\displaystyle ~~~~~~~~{\begin{matrix}8&8&8&8&8&8&8&8\\8&7&7&7&7&7&7&7\\8&7&6&6&6&6&6&6\\8&7&6&5&5&5&5&5\\8&7&6&5&4&4&4&4\\8&7&6&5&4&3&3&3\\8&7&6&5&4&3&2&2\\8&7&6&5&4&3&2&1\end{matrix}}}
Para transformar el n-cuadrado (el cuadrado de tamaño n) al (n + 1)-cuadrado, se añaden (2n + 1) elementos: uno a al final de cada fila (n elementos), uno al final de cada columna (n elementos) y uno solo en la esquina. Por ejemplo, al transformar el cuadrado 7 al cuadrado 8, se agregan 15 elementos (que son los ochos adjuntados en la figura anterior).
Esta técnica gnomónica también proporciona una demostración de que la suma de los primeros n números impares es n2; la figura ilustra 1 + 3 + 5 + 7 + 9 + 11 + 13 + 15 = 64 = 82.. La aplicación de la misma técnica a un tabla de multiplicar demuestra que cada número cuadrado triangular es una suma de cubos.

## Triángulos isósceles
En un triángulo isósceles agudo, es posible dibujar un triángulo similar pero más pequeño, uno de cuyos lados es la base del triángulo original. El gnomon de estos dos triángulos semejantes es el triángulo que queda cuando el menor de los dos triángulos isósceles semejantes se separa del mayor. El gnomon es isósceles en sí mismo si y solo si la relación entre los lados y la base del triángulo isósceles original, y la relación entre la base y los lados del gnomon, es el número áureo, en cuyo caso el triángulo isósceles agudo es el triángulo áureo y su gnomon es el gnomon áureo.
Por el contrario, el triángulo áureo agudo puede ser el gnomon del triángulo áureo obtuso en un singular intercambio recíproco de roles.

Triángulo áureo dividido en un triángulo áureo más pequeño y el gnomon áureo (obtuso)
El triángulo áureo obtuso es el gnomon del triángulo áureo agudo
El triángulo áureo agudo es el gnomon del triángulo áureo obtuso
El triángulo áureo agudo es el gnomon de un octógono
El triángulo áureo obtuso es el gnomon de un eneágono

## En la cultura
- Una metáfora basada en la geometría de un gnomon juega un papel importante en el análisis literario de James Joyce de Dublineses, involucrando tanto un juego de palabras entre "parálisis" y "paralelogramo", como el significado geométrico de un gnomon como algo fragmentario, disminuido de su forma completa.[6][7][8][9]

- Las formas de gnomon también son prominentes en Composición aritmética I, una pintura abstracta de Theo van Doesburg.[10]

- También hay un cuento de hadas geométrico muy breve ilustrado con animaciones donde los gnómones desempeñan el papel de invasores.[11]